# George Stigler
George Joseph Stigler (født 17. januar 1911, død 1. december 1991) var en amerikansk økonom. Han har bl.a. været professor på Columbia University og University of Chicago. Han er især kendt for sit arbejde inden for public choice og informationsøkonomi. Han modtog Nobelprisen i 1982. Stigler nævnes ligesom bl.a. sin mangeårige ven Milton Friedman som en af de mest kendte økonomer i den såkaldte "Chicagoskole". 

## Baggrund
George Stigler blev født i Seattle i delstaten Washington. Hans far var indvandret fra Tyskland og hans mor fra Østrig-Ungarn. Han tog en bachelor-grad fra University of Washington og en MBA-grad fra Northwestern University i 1932. Under opholdet på Northwestern blev han for alvor interesseret i økonomi som videnskab og besluttede sig for at satse på en akademisk karriere.
Stigler fik et stipendium fra University of Chicago og begyndte at studere der i 1933. Her gjorde bl.a. hans vejleder Frank Knight stort indtryk på den unge økonom, ligesom diskussioner med de øvrige undervisere og studerende, bl.a. medstudenten Milton Friedman. Stigler fik sin Ph.D.-grad fra Chicago i 1938. Friedman har senere bemærket, at Stiglers eksempel var bemærkelsesværdigt, idet det kun lykkedes tre eller fire studerende i alt at fuldføre deres Ph.D.-afhandling under Knight i alle de 28 år, denne var ansat på University of Chicago.
Stigler underviste på Iowa State College fra 1936 til 38. En stor del af anden verdenskrig tilbragte han ved Columbia University, hvor han var med til at udføre matematiske og statistiske forskningsopgaver for Manhattanprojektet. Derefter tilbragte han et år på Brown University, hvorefter han igen var ansat ved Columbia University fra 1947 til 1958.

## Forskning
Stigler er bedst kendt for sine bidrag til den økonomiske teori om regulering. Han udarbejdede en teori om, at interessegrupper og andre politiske aktører vil bruge offentlige myndigheders regulerende magt til at udforme love og forordninger, så de bliver til fordel for dem selv. Denne teori er nu en del af Public choice-området inden for økonomi. 
Et andet vigtigt økonomisk bidrag var Stiglers artikel med navnet "The Economics of Information" fra 1961. Ifølge Friedman skabte Stigler med denne artikel grundlæggende et helt nyt forskningsområde for økonomer: informationsøkonomi.
Året efter offentliggjorde han en anden artikel, "Information in the Labor Market", som var et tidligt bidrag til teorien om søgeledighed. Derudover interesserede Stigler sig for økonomisk teorihistorie, omend hans bidrag her er omdiskuterede. Økonomen og teorihistoriken Deirdre McCloskey har således omtalt ham som "blandt de værste økonomiske teorihistorikere i disciplinens historie", som "læste en masse, men forsømte at være opmærksom."